# Чарне-Велике
Чарне-Велике (пол. Czarne Wielkie, нім. Groß Schwarzsee) — село в Польщі, у гміні Чаплінек Дравського повіту Західнопоморського воєводства.
Населення — 266 осіб (2011).
У 1975-1998 роках село належало до Кошалінського воєводства.

## Демографія
Демографічна структура станом на 31 березня 2011 року:
|          | Загалом | Допрацездатний вік | Працездатний вік | Постпрацездатний вік |
| -------- | ------- | ------------------ | ---------------- | -------------------- |
| Чоловіки | 139     | 37                 | 90               | 12                   |
| Жінки    | 127     | 34                 | 73               | 20                   |
| Разом    | 266     | 71                 | 163              | 32                   |